# Multi-user MIMO
Multi-user MIMO (zkratka MU-MIMO) je MIMO technologie (multiple-input multiple-output) pro vícecestné bezdrátové přenosy, kde více uživatelů (resp. koncových zařízení) používá pro vzájemnou komunikaci jednu nebo více antén najednou (na nezávislých kanálech). Tím vylepšuje technologii MIMO (kde spolu na více kanálech komunikovala jen právě dvě zařízení) a umožňuje tak jednomu bezdrátovému přístupovému bodu obsluhovat najednou více klientů (případně pro některé použít více kanálů) až do celkového počtu dostupných antén (resp. nezávislých rádiových kanálů). Je to podobné jako vylepšení OFDMA vůči OFDM.
MU-MIMO ve Wi-Fi standardech IEEE 802.11 neřeší duplexní komunikaci – zachovává poloduplexní systém komunikace. V roce 2022 mají dražší bezdrátová zařízení i přístupové body podporu MU-MIMO. Větší sítě s více zároveň připojenými uživateli využijí výhody MU-MIMO pro zvýšení datové propustnosti.